# WinAce
WinAce — файловий архіватор для Windows, який підтримує власний формат архівів «ACE», а також такі популярні формати архіві, як ZIP, RAR и MS-CAB. Версія програми для операційної системи DOS називається Commandline ACE (крім формату ACE, програма мала підтримку таких архіві, як ARJ, RAR, ZIP та частково LZH). Також доступні безкоштовні консольні версії для вивантаження файлів (для перегляду та тестування) під назвою Unace для Mac OS X і Linux. 
WinAce вміє створювати безперервні ACE архіви, тобто необмеженого розміру. Може створювати цифровий підпис. Інтегрована у оболонку Windows. Починаючи з версії 2.65 WinAce інтегрований з програмою WhenU. 
Програма набула популярності у 2000-х роках, проте зі зростанням популярності WinRAR та появи функції розпакування архіві .zip у Windows вона почала швидко втрачати прихильників.  